# Hagen Melzer
Hagen Melzer (ur. 16 czerwca 1959 w Budziszynie) – niemiecki lekkoatleta długodystansowiec, reprezentujący przez większość kariery NRD, wicemistrz świata i mistrz Europy.
Specjalizował się w biegu na 3000 metrów z przeszkodami. Na mistrzostwach Europy w 1982 w Atenach zajął w finale 4. miejsce. Na pierwszych mistrzostwach świata w 1983 w Helsinkach był jedenasty. Wskutek bojkotu przez NRD nie wystąpił na igrzyskach olimpijskich w 1984 w Los Angeles. Na zawodach Przyjaźń-84 w Moskwie zdobył srebrny medal, przegrywając jedynie z Bogusławem Mamińskim.
Zwyciężył na mistrzostwach Europy w 1986 w Stuttgarcie. Na mistrzostwach świata w 1987 w Rzymie zdobył srebrny medal, przegrywając jedynie z Francesco Panettą z Włoch). Jego czas w tym biegu – 8:10,32 był rekordem NRD, a później zjednoczonych Niemiec do 1999, kiedy to Damian Kallabis osiągnął czas 8:09,48.
Na igrzyskach olimpijskich w 1988 w Seulu Melzer zajął 10. miejsce. Na mistrzostwach Europy w 1990 w Splicie był siódmy. Na mistrzostwach świata w 1991 w Tokio startował już w barwach zjednoczonych Niemiec. Zajął w finale 12. miejsce. Na igrzyskach olimpijskich w 1992 w Barcelonie odpadł w półfinale.
Był mistrzem NRD w biegu na 3000 metrów z przeszkodami w latach 1980, 1983 i 1985-1989 oraz mistrzem Niemiec na tym dystansie w 1991, a także mistrzem NRD w hali w biegu na 3000 metrów w 1981 i 1986.